# Йозеф Войта
Йозеф Войта (чеськ. Josef Vojta; 19 квітня 1935 — 6 березня 2023) — чехословацький футболіст, що грав на позиції півзахисника.
Виступав, зокрема, за клуб «Спарта» (Прага), а також національну збірну Чехословаччини.

## Клубна кар'єра
У дорослому футболі дебютував 1959 року виступами за команду «Спарта» (Прага), кольори якої і захищав протягом усієї своєї кар'єри гравця, що тривала десять років. Більшість часу, проведеного у складі «Спарти», був основним гравцем команди.

## Виступи за збірну
У 1960 році дебютував в офіційних матчах у складі національної збірної Чехословаччини.
У складі збірної був учасником чемпіонату Європи 1960 року у Франції, на якому команда здобула бронзові нагороди.
Загалом протягом кар'єри в національній команді, яка тривала 7 років, провів у її формі 7 матчів.